# Saffranspiplärka
Saffranspiplärka (Macronyx fuelleborni) är en afrikansk fågel i familjen ärlor.

## Utseende
Saffranspiplärka är liksom övriga sporrpiplärkor relativt stora, kraftiga, marklevande och färgglada piplärkor. Denna art är något mindre och mer kompakt än gulstrupig piplärka som den annars liknar. Den har inte heller någon strimmig teckning nedanför det svarta bröstbandet.

## Utbredning och systematik
Saffranspiplärka förekommer i Brachystegia-skogar och savann i Centralafrika, ofta i fuktiga gräsmiljöer nära vatten över 1000 meter över havet. Arten delas in i två underarter med följande utbredning:
- Macronyx fuelleborni fuelleborni – förekommer i allra sydligaste Tanzania
- Macronyx fuelleborni ascensi – förekommer i centrala Afrika

## Status och hot
Arten har ett stort utbredningsområde och det finns inga tecken på vare sig några substantiella hot eller att populationen minskar. Utifrån dessa kriterier kategoriserar IUCN arten som livskraftig (LC). Den beskrivs som lokalt vanlig.

## Namn
Fågelns vetenskapliga artnamn hedrar den tyske naturforskaren Friedrich Fülleborn (1866-1933), verksam i Tyska Östafrika 1896-1900. Fram tills nyligen kallades den även Fülleborns sporrpiplärka på svenska, men tilldelades 2022 ett mer informativt namn av BirdLife Sveriges taxonomikommitté. Genetiska studier har också visat att sporrpiplärkor inte är en monofyletisk grupp, arterna har heller inte någon egentlig sporre.